# Сарджент, Джек
Джек Сарджент (англ. Jack Sergeant; 27 февраля 1995, Гибралтар) — гибралтарский футболист, защитник клуба «Линкольн Ред Импс» и сборной Гибралтара.

## Биография

### Клубная карьера
Сарджент родился в Гибралтаре, однако является воспитанником испанского футбола. Около одного года он занимался в академии клуба «Севилья», а затем ещё несколько лет провёл в любительских командах «Атлетико Забал» и «Тарагилья». Профессиональную карьеру начал после возвращения в Гибралтар в 2013 году, в составе клуба «Манчестер 62». После трёх сезонов в команде, Сарджент приостановил карьеру и сезон 2016/17 пропустил. Летом 2017 года присоединился к клубу «Линкольн Ред Импс», но в его составе провёл лишь один матч. 2 августа Сарджент появился на поле на 81-й минуте в ответном матче второго отборочного раунда Лиги Европы против валлийского клуба «Нью-Сейнтс». Осенью того же года он отправился в аренду в клуб из девятого дивизиона Англии «Вест Дидсбари энд Чорлтон». После окончания аренды, покинул «Линкольн» и продолжил играть в Англии. В 2019 году подписал контракт с гибралтарским клубом «Европа».

### Карьера в сборной
Дебютировал за сборную Гибралтара 19 ноября 2013 года, в её первом международном матче после вступления в УЕФА,  против сборной Словакии (0:0), в котором вышел на замену на 67-й минуте вместо Роберта Гайлинга. В 2018 году Сарджент принял участие во всех 6 матчах сборной в Лиге наций УЕФА.

## Личная жизнь
Его младший брат Тристан (р. 1996) также занимался футболом, но на профессиональном уровне не заиграл.